# Rodi Garganico
Rodi Garganico is een gemeente in de Italiaanse provincie Foggia (regio Apulië) en telt 3690 inwoners (31-12-2004). De oppervlakte bedraagt 13,2 km², de bevolkingsdichtheid is 280 inwoners per km².

## Demografie
Rodi Garganico telt ongeveer 1492 huishoudens. Het aantal inwoners daalde in de periode 1991-2001 met 5,1% volgens cijfers uit de tienjaarlijkse volkstellingen van ISTAT.
| Jaar | Inwoneraantal |
| ---- | ------------- |
| 1991 | 3981          |
| 2001 | 3778          |

## Geografie
De gemeente ligt op ongeveer 50 meter boven zeeniveau.
Rodi Garganico grenst aan de volgende gemeenten: Ischitella, Vico del Gargano.